# Рафикова, Дилором Рафиковна
Дилором Рафиковна Рафикова (узб. Дилором Рафиқовна Рафиқова) (род. 8 марта 1940, Чек-Абад, Ошская область) — заслуженный работник сельского хозяйства Киргизской ССР, хлопковод, председатель колхоза имени Ленина Араванского района, Герой Социалистического Труда (1971), депутат Верховного Совета Киргизской ССР VII и VIII созывов (1967-1975 г.).

## Биография
Родилась 8 марта 1940 года в селе Чек-Абад (ныне — Кочубаев) в семье крестьянина, по национальности узбечка.
Свою трудовую деятельность начала в 1954 году рядовой колхозницей колхоза им. Жданова Араванского района.
С 1960 года, после окончания курса механизаторов, работала механиком-водителем хлопкоуборочного комбайна. С 1965 года возглавляла хлопководческую бригаду в колхозе им. Жданова. Её бригада год за годом повышала урожайность хлопка. В 1971 году урожайность с каждого гектара составила 55 центнеров. Сама Рафикова Д. в том году на хлопкоуборочной машине собрала 250 тонн хлопка. Указом Президиума Верховного Совета СССР от 8 апреля 1971 года удостоена звания Героя Социалистического Труда «за выдающиеся успехи, достигнутые в развитии сельскохозяйственного производства и выполнении пятилетнего плана продажи государству продуктов земледелия и животноводства» с вручением ордена Ленина и золотой медали Серп и Молот.
В 1971 году заочно окончила в Ошский совхоз-техникум, в 1981 заочно — агрономический факультет Андижанского института хлопководства. С 1982 года заведовала биологической лабораторией, с 1983 года — заместитель председателя колхоза.
В 1984—1988 годы — председатель правления колхоза им. Ленина. За эти годы были построены ряд социально-культурных объектов, в том числе, в колхозном центре возведено здание Дома культуры на 400 мест, комплекс бытового обслуживания и торговли в селе Лангар, комплекс отдыха со всеми удобствами для животноводов при откормочном комплексе колхоза и новый технически обеспеченный коровник.
В 1988—1992 годы — председатель профсоюзного комитета колхоза «Москва»; с 1992 года — председатель профсоюзного комитета при Чек-Абадском сельском округе. Несмотря на то, что с 1995 года является персональным пенсионером республиканского значения, она активно участвует в политической и общественной жизни не только в районе и области, но и в республике. Как наставник молодёжи принимает участие в воспитании молодого поколения в духе патриотизма и трудолюбия. Является общественным советником главы Ошской области.
Избиралась депутатом Верховного Совета Киргизской ССР VII и VIII созывов (1967—1975), неоднократно депутатом Ошского областного, Араванского районного, Чек-Абадского и Тепе-Курганского сельских советов.
В настоящее время — персональный пенсионер Киргизской Республики. Отец — Рафик Тургунов, погиб в битве под Сталинградом. Рафикова в семье воспитала одного сына. Проживает в селе Кочубаев.

## Награды
- Герой Социалистического Труда (1971)
- Орден Ленина
- Орден Трудового Красного Знамени (1966)
- Орден Октябрьской революции (1973)
- Медаль «В ознаменование 100-летия со дня рождения Владимира Ильича Ленина» (1970)
- две серебряных медалей (1970, 1971) и два Диплома ВДНХ СССР (1972, 1974)
- Медаль «Ветеран труда» (1984)
- Почётные грамоты, дипломы, нагрудные знаки и ценные подарки ЦК КПСС, Совета Министров СССР, ЦК ВЛКСМ, ВЦСПС, разных министерств и ведомств.

## Память
- Дилором Рафикова стала прототипом главной героини художественного фильма «Поле Айсулу» (киностудия «Киргизфильм», реж. У. Ибрагимов, 1976 год)[3].